# Biscutella valentina
Biscutella valentina es una especie de la familia de las brasicáceas.

## Descripción
La hierba de los anteojos (Biscutella valentina) es una especie perenne, con tallos más o menos erectos, de 10-25 cm de altura. Hojas basales de 2-4 (-5) x 0,3-0,8 cm, de lineares a lanceoladas, enteras o más frecuentemente dentadas, generalmente con numerosos pelos rígidos. Flores dispuestas en racimos laxos al final de los tallos; cáliz de 4 sépalos de hasta 2 mm de longitud; corola de 4 pétalos amarillos de 3-5 mm de longitud. Fruto en silicua de 3-5 x 6-10 mm, con aspecto de anteojos. Florece a final de primavera y en verano.

## Distribución y hábitat
En la península ibérica. En las gleras de las montañas.

## Taxonomía
Biscutella valentina fue descrita por (Loefl. ex L.) Heywood y publicado en Feddes Repertorium Specierum Novarum Regni Vegetabilis 66: 155. 1962.
Citología
Número de cromosomas de Biscutella valentina (Fam. Cruciferae) y táxones infraespecíficos: 2n=18
Etimología
Biscutella: nombre genérico que deriva del Latín bi= «doble» y scutella = «pequeña copa».
valentina: epíteto latino que  alude a su localización en Valencia.
Subespecies
- Biscutella valentina  subsp. pyrenaica

Sinonimia
- Biscutella asperifolia Sennen & Pau
- Biscutella degenii Sennen
- Biscutella leptophylla Pau
- Biscutella sempervirens DC.
- Biscutella stenophylla Dufour
- Biscutella stenophylla var. leptophylla (Pau) Mach.-Laur.
- Biscutella stenophylla subsp. leptophylla (Pau) Mateo & M.B.Crespo
- Biscutella stenophylla var. tenuicaulis (Jord.) Mach.-Laur.
- Biscutella tenuicaulis Jord.
- Biscutella virgata Jord.
- Brassica valentina (Loefl. ex L.) DC.
- Sisymbrium valentinum Loefl. ex L.[5]

## Nombres vernáculos
Castellano: tamarilla.